# Aadityana
Aadityana é uma vila no distrito de Porbandar, no estado indiano do Guzerate.

## Demografia
Segundo o censo de 2001, Aadityana tinha uma população de 17,237 habitantes. Os indivíduos do sexo masculino constituem 52% da população e os do sexo feminino 48%. Aadityana tem uma taxa de alfabetização de 53%, inferior à média nacional de 59.5%; com 60% para o sexo masculino e 40% para o sexo feminino. 16% da população está abaixo dos 6 anos de idade.